# Marquesado de Terán

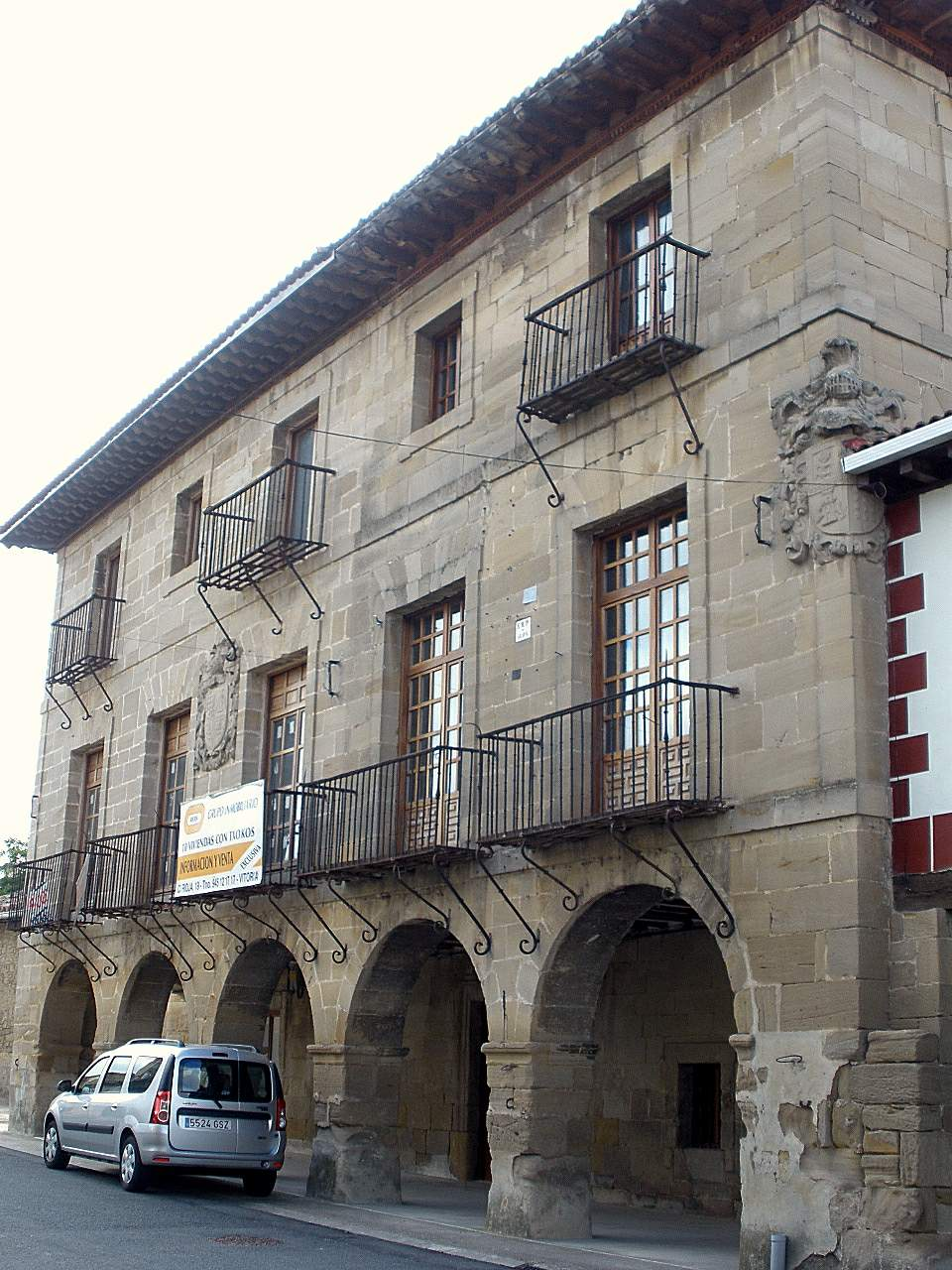
Palacio del Marques de Terán, en Armiñón, provincia de Álava.

El Marquesado de Terán es un título nobiliario español creado el 8 de agosto de 1729 por el rey Felipe V a favor de Diego de Terán y Fernández de Somoza.
Su denominación hace referencia al apellido del primer titular.
Los palacio fue comenzado, aunque nunca finalizado, en el siglo XVIII por los Marqueses de Terán, rama de la familia de los Medrano, que desde siempre se han considerado señores de Fuenmayor, algo que nuestros antiguos vecinos no reconocían, lo que lo que ha implicado largos y costosos pleitos a lo largo de la historia, como el llamado pleito de la tumba, cuando uno de los Medrano pretendía presidir un funeral colocándose delante del catafalco funerario y los vecinos de Fuenmayor lo expulsaron violentamente de la iglesia.En otros pleitos que se dirimieron en la Real Chancillería de Valladolid durante largos siglos, se dirimió la discutida señoría de los Medrano, aunque para ello los vecinos de Fuenmayor hubieron de pagar grandes sumas de dinero para poder seguir manteniendo su independencia de estos señores.

## Marqueses de Terán
|                       | Titular                                        | Periodo               |
| Creación por Felipe V | Creación por Felipe V                          | Creación por Felipe V |
| --------------------- | ---------------------------------------------- | --------------------- |
| I                     | Diego Fernández de Terán y Fernández de Somoza | 1729-1758             |
| II                    | Francisco Fernández de Terán y Molinet         | 1758-1773             |
| III                   | María Manuela Fernández de Terán y Mendoza     | 1773 - 1812           |
| IV                    | Mariano Guinea Terán                           | 1812 - 1818           |
| V                     | Ventura Amadeo Guinea y Fernández de Terán     | 1818-1831             |
| VI                    | Bernarda Guinea y Mendoza                      | 1831-1840             |
| VII                   | José Jaramillo Terán                           | 1847-1856             |
| VIII                  | Eduardo Paternina y Arias                      | 1856-1896             |
| IX                    | José Paternina y Jusue                         | 1896-1928             |
| X                     | Eduardo Paternina e Irurriagagoitia            | 1930-1990             |
| XI                    | Eduardo de Paternina y Ulargui                 | 1990-actual titular   |

## Historia de los Marqueses de Terán

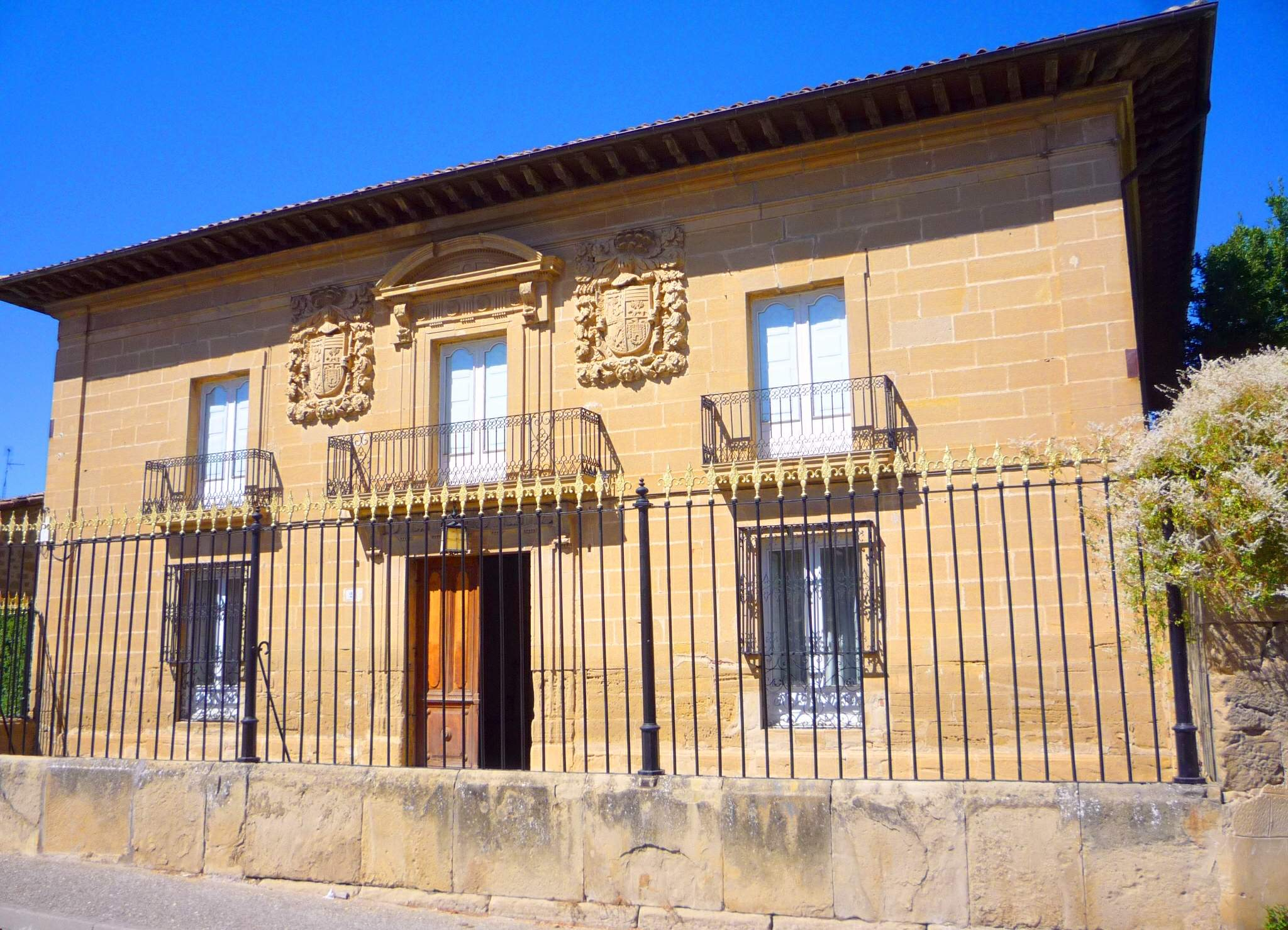
Palacio de los Marqueses de Terán en Ollauri, La Rioja

- Diego de Terán y Fernández de Somoza (1674-1758), I marqués de Terán. Le sucedió su hijo:

- Francisco Fernández de Terán y Molinet (1705-1773), II marqués de Terán. Le sucedió su hermana:

- Mariana Fernández de Terán Mendoza (1734-1812) III marquesa de Terán. Le sucedió su hijo:

- Mariano Ortiz de Guinea y Fernández de Terán ( f. en 1818) IV marqués de Terán. Le sucedió su hermano:

- Ventura Ortiz de Guinea y Fernández de Terán (11759-1831), V marqués de Terán. Le sucedió su hermana:

- Bernarda Ortiz de Guinea y Mendoza Terán (1754-1840), VI marquesa de Terán. Los derechos pasaron a su primo hermano, hijo de María Fernández de Terán y Mendoza (hermana del II marqués y de la III marquesa), que sucedió en 1847:

- José Jaramillo y Contreras Terán (+ 1856), VII marqués de Terán. Fue su hija:

-Manuela Jaramillo y Fernández de Terán (1774-1860), quién a su vez fue madre de:
-María Josefa Arias y Jaramillo (1808-1834). Fue su hijo quién sucedió,en 1856:
- Eduardo Paternina y Arias (1828-1896), VIII marqués de Terán. Le sucedió su hijo:

- José Paternina y Jusue (1852-1928), IX marqués de Terán. Le sucedió, en 1930, su hijo:

- Eduardo Paternina e Irurriagagoitia (n. en 1901), X marqués de Terán. Le sucedió, en 1990, su hijo:

- Eduardo de Paternina y Ulargui (n. en 1948), XI marqués de Terán.